# Arturo Maffei
Arturo Maffei (né le 9 novembre 1909 à Viareggio - mort le 17 août 2006 à Torre del Lago Puccini, une frazione de Viareggio) est un athlète italien, spécialiste du saut en longueur.

## Biographie

### Palmarès
| Date | Compétition           | Lieu   | Résultat | Performance |
| ---- | --------------------- | ------ | -------- | ----------- |
| 1934 | Championnats d'Europe | Turin  | 5e       | 7,12 m      |
| 1936 | Jeux olympiques       | Berlin | 4e       | 7,73 m      |
| 1938 | Championnats d'Europe | Paris  | 2e       | 7,61 m      |

### Records
| Épreuve          | Performance | Lieu | Date |
| ---------------- | ----------- | ---- | ---- |
| Saut en longueur | 7,63 m      | —    | 1937 |